# Новое (Сергиево-Посадский район)
Новое — упразднённая деревня в Сергиево-Посадском городском округе Московской области России.

## География
Урочище находится в северо-восточной части области, в зоне хвойно-широколиственных лесов, на правом берегу реки Перемойки, на расстоянии примерно 20 километров (по прямой) к северо-западу от города Сергиев Посад, административного центра округа.

### Климат
Климат характеризуется как умеренно континентальный, с умеренно холодной зимой и тёплым летом. Среднегодовая температура воздуха — +2,7 °C. Средняя температура воздуха самого холодного месяца (января) — −11,3 °C (абсолютный минимум — −48 °C), средняя температура самого тёплого (июля) — +17 °С (абсолютный максимум — +36 °C). Годовое количество атмосферных осадков — 630 мм, из которых около 70 % выпадает в период с апреля по октябрь.

## История
В «Списке населенных мест Владимирской губернии по сведениям 1859 года» населённый пункт упомянут как владельческая деревня Александровского уезда, расположенная в 47 верстах от уездного города. В деревне насчитывалось 10 дворов и проживало 83 человека (31 мужчина и 52 женщина).
По состоянию на 1905 год, в Новой имелось 9 дворов и проживало 53 человека. В административном отношении деревня входила в состав Ерёминской волости.
По данным 1926 года в деревне имелось 15 хозяйств и проживало 58 человек (30 мужчин и 28 женщин). Являлась частью Ерёминского сельсовета Ерёминской волости Сергиевского уезда Московской губернии.